# Связь на Шри-Ланке
Связь на Шри-Ланке (англ. Communications in Sri Lanka) — качество телефонной связи на Шри-Ланке, после окончания гражданской войны, постепенно улучшается.

## Телефонные линии

### Выделенные телефонные линии
3.523.000 (на 2009 год)

Место страны в мире: 45.

### Абоненты мобильной связи
15.868.000 (на 2009 год)

Место страны в мире: 46.

## Телефония
Общая информация: в последние годы качество услуг телефонных операторов значительно улучшилось, теперь связь доступна в большинстве регионов страны.

Внутренние вызовы: число абонентов мобильной связи стабильно растёт.

Международные вызовы: код страны — 94.

## СМИ
Государство контролирует 2 телевизионных канала и две радиосети; многоканальное спутниковое и кабельное телевидение также доступно для населения; есть 8 частных телевизионных канала и около десятка частных радиостанций.

## Интернет

### Интернет-домен
.lk

### Интернет-хосты
8.865 (на 2010 год)

Место страны в мире: 131

### Интернет-пользователи
1.777.000 (на 2009 год)

Место страны в мире: 77